# Хадидже Сакафи
Хадидже Сакафи (перс. خدیجه ثقفی‎, по прозвищу Кудс Ирана; 1916 — 21 марта 2009) — жена Рухоллы Хомейни, лидера Иранской революции 1979 года.

## Ранние годы
Хадидже Сакафи была дочерью уважаемого священнослужителя Хаджа Мирзы Мохаммада Сакафи Техрани, который был внуком Аги Мирзы Аболкассема Калантара, мэра Тегерана при Каджарах в середине XIX века.

## Брак и более поздние годы
Хадидже Сакафи вышла замуж за Рухоллу Хомейни в 1929 году, когда ей было 13 лет. За свою жизнь она родила семерых детей, но только пятеро пережили детство. Ее сын Мостафа умер в Ираке в 1977 году, а второй сын Ахмад умер от сердечного приступа в 1995 году в возрасте 49 лет.
Сакафи в основном оставалась вне поля зрения иранской общественности, характеризовалась как решительная сторонница оппозиции своего мужа шаху Мохаммеду Реза Пехлеви. Бывший президент Ирана Али Акбар Хашеми Рафсанджани называл Сакафи «самой близкой и терпеливой» сторонницей ее мужа».

## Смерть
Хадидже Сакафи умерла 21 марта 2009 года в Тегеране после продолжительной болезни в возрасте 93 лет. На ее похороны пришли тысячи людей, в том числе Высший руководитель Ирана Али Хаменеи и тогдашний президент Махмуд Ахмадинежад. Сакафи была похоронена рядом со своим мужем в  мавзолее Хомейни в Бехеште-Захра. У нее остались три дочери: Захра, Садика и Фариде.